# Peștera (okręg Braszów)
Peștera – wieś w Rumunii, w okręgu Braszów, w gminie Moieciu. W 2011 roku liczyła 493 mieszkańców.